# スタディオ・エンニオ・タルディーニ
スタディオ・エンニオ・タルディーニ（イタリア語: Stadio Ennio Tardini）は、イタリア・エミリア＝ロマーニャ州・パルマにあるサッカー、ラグビーなどのフットボール専用スタジアム。

## 概要
1923年に開場し、パルマACの元会長であるエンニオ・タルディーニの名前が冠せられた。1990年から1993年にかけて、当時オーナーであったパルマラット社によって拡張された。
2015年にパルマFCが経営難に伴ってスタジアム使用料が支払えず、行政当局によって使用を差し止められる事態に陥った（その後、パルマFCは破産・消滅）。
現在はパルマ・カルチョ1913がホームスタジアムとして使用している。